# Penny Barber
Penny Barber (San Francisco, 24 maggio 1985) è un'attrice pornografica statunitense.

## Biografia
Penny Barber è entrata nell'industria pornografica nel 2003 a 18 anni per mantenersi mentre studiava al college.
Nel 2008 rimane incinta e diventa madre, sposando nel frattempo il fotografo Rex Sheperd, attivo nel settore pornografico; nel 2012, dopo una pausa di quattro anni fa il suo ritorno nell'industria per adulti. Il suo nome d'arte, Penny, deriva dal cartone del 1977 Le avventure di Bianca e Bernie  mentre Barber le è stato suggerito dalla persona che l'ha introdotta nel settore della dominazione.
Nel 2024 ottiene i suoi primi riconoscimenti, vincendo il premio come MILF Performer sia agli AVN Awards che agli XRCO.

## Riconoscimenti
AVN Awards
- 2024 - MILF Performer of the Year[8]

XBIZ Awards
- 2024 - Best Sex Scene - All Girl con Serene Siren[9]
- 2025 - MILF Performer of the Year[10]
- 2025 - Best Sex Scene - All Girl per Come Out To Play: An All-Girls Warriors Parody con Casey Calvert, Lulu Chu, Ana Foxxx, Leana Lovings, Little Puck, Hailey Rose, Serene Siren, Codi Vore e Jane Wilde[11]

XRCO Awards
- 2024 - MILF Performer of the Year[12]